# Corée du Nord aux Jeux olympiques d'hiver de 1988
La Corée du Nord participe aux Jeux olympiques d'hiver de 1988, qui ont lieu à Calgary au Canada. Ce pays, représenté par six athlètes, prend part aux Jeux d'hiver pour la quatrième fois de son histoire. Il ne remporte pas de médaille.

## Résultats

### Patinage artistique
Hommes
| Athlète | CF | SP | FS  | TFP | Rang |
| ------- | -- | -- | --- | --- | ---- |
| Kang Ho | 27 | 28 | DNQ | DNF | –    |

Femmes
| Athlète      | CF | SP | FS  | TFP | Rang |
| ------------ | -- | -- | --- | --- | ---- |
| Kim Song-suk | 31 | 27 | DNQ | DNF | –    |

DNQ = Non qualifié
DNF = N'a pas terminé

### Patinage de vitesse
Hommes
| Épreuve  | Athlète       | Course        | Course |
| Épreuve  | Athlète       | Temps         | Rang   |
| -------- | ------------- | ------------- | ------ |
| 1 500 m  | Im Ri-bin     | 1 min 55 s 55 | 17     |
| 5 000 m  | Im Ri-bin     | 7 min 10 s 13 | 35     |
| 5 000 m  | Song Yong-hun | 7 min 01 s 56 | 28     |
| 10 000 m | Song Yong-hun | DSQ           | –      |

Femmes
| Épreuve | Athlète      | Course        | Course |
| Épreuve | Athlète      | Temps         | Rang   |
| ------- | ------------ | ------------- | ------ |
| 500 m   | Han Chun-ok  | 42 s 25       | 26     |
| 500 m   | Song Hwa-son | 41 s 46       | 22     |
| 1 000 m | Song Hwa-son | DSQ           | –      |
| 1 000 m | Han Chun-ok  | 1 min 24 s 26 | 23     |
| 1 500 m | Han Chun-ok  | 2 min 09 s 66 | 22     |
| 1 500 m | Song Hwa-son | 2 min 05 s 25 | 9      |
| 3 000 m | Song Hwa-son | 4 min 31 s 05 | 23     |
| 3 000 m | Han Chun-ok  | 4 min 29 s 16 | 17     |
| 5 000 m | Han Chun-ok  | 7 min 36 s 81 | 9      |

DSQ = Disqualifié